# 아이번 비셀리치
아이번 로버트 비셀리치(영어: Ivan Robert Vicelich, 1976년 9월 3일 ~ )는 뉴질랜드의 전 축구 선수로 포지션은 중앙 수비수 및 수비형 미드필더였다.

## 클럽 경력
뉴질랜드의 와이타케레 유나이티드와 센트럴 유나이티드를 거쳐 1999년에는 당시 오스트레일리아의 최상급 리그였던 내셔널 사커 리그에 참가하던 뉴질랜드 클럽인 풋볼 킹스에 입단하여 2001년까지 활약하였다.
2001년엔 네덜란드의 로다 JC로 이적하며 유럽 무대에 진출하였다. 2002-03 시즌부터 주전으로 활약하기 시작하며 리그 129경기에 출전하여 14골을 기록하였다. 2006년 5월 RKC 발베이크로 이적하였다.
2008년 오클랜드 시티로 이적하며 고국 리그로 복귀하였다.

## 국가대표팀 경력
1995년 뉴질랜드 국가대표팀 소속으로 우루과이를 상대로 A매치 데뷔전을 치렀다. 이후 2회의 FIFA 컨페더레이션스컵에 출전하는 등 뉴질랜드 대표팀의 중추적인 역할을 맡아오다가 2008년 8월 16일 대표팀 은퇴를 선언하였다.
2009년 5월 컨페더레이션스컵 앞두고 라이언 넬슨이 부상으로 스쿼드에서 탈락하자 리키 허버트 대표팀 감독이 비셀리치에게 대표팀 복귀를 요청하였고, 이를 수락하면서 대표팀으로 복귀하였다. 1년 후 열린 2010년 월드컵에도 출전하여 조별 예선 3경기를 모두 소화하였다.

## 기타
크로아티아계 뉴질랜드인이다.

## 같이 보기
- 뉴질랜드 축구 국가대표팀